# Jakub Petružálek
Jakub Petružálek (Litvínov, 24 aprile 1985) è un hockeista su ghiaccio ceco.

## Palmarès

### Mondiali
- 1 medaglia:
  - 1 bronzo (Finlandia/Svezia 2012)